# Heist
Heist er en by og en kommune i det nordlige Tyskland, beliggende i Amt Moorrege under Kreis Pinneberg. Kreis Pinneberg ligger i den sydlige del af delstaten Slesvig-Holsten.

## Geografi
Heist ligger ved kanten af geesten og grænser til Haseldorfer Marsch, hvoraf en del ligger i kommunens område. Den grænser til Holm mod syd, til Hetlingen, Haseldorf og Haselau mod vest, til Moorrege mod nord og Appen mod øst.
Heist ligger ved Bundesstraße B 431 mellem byerne Wedel og Uetersen.
I kommunen ligger flyvepladsen Flugplatz Uetersen-Heist, (ICAO-Kennung EDHE) der er hjemsted for to svæveflyveklubber, flere klubber for motorfly og erhversmæssige flyveskoler. Op til flyvepladsen ligger naturschutzgebiet Tävsmoor/Haselauer Moor.